# Влењ
Влењ (пољ. Wleń) град је у Пољској у Војводству доњошлеском. По подацима из 2012. године број становника у месту је био 1855.
.

## Становништво
| 2012. |
| ----- |
| 1.855 |